# Cryptochironomus fuscitarsus
Cryptochironomus fuscitarsus är en tvåvingeart som beskrevs av Guha och Chaudhuri 1979. Cryptochironomus fuscitarsus ingår i släktet Cryptochironomus och familjen fjädermyggor. Inga underarter finns listade i Catalogue of Life.